# Chiniquodontidae
Chiniquodontidae é uma família de répteis carnívoros avançados semelhantes aos mamíferos (terapsidas) que viveram durante o Triássico Superior da América do Sul e talvez da Europa. Um representante possível, Aleodon, foi identificado no Triássico Médio na África. A família tem estreitas relações com os ancestrais dos mamíferos.
Eles variaram do tamanho da minúscula Gaumia (deveria ser um chiniquodontideo) ao tamanho de um cão Belesodon. As outras criaturas bastante estreitamente relacionadas com a Eoraetia, do Triássico Superior da Europa e do Kunminia bastante indeterminado, a partir do Jurássico Inferior da China.